# Kulîkovîci, Manevîci
Kulîkovîci (în ucraineană Куликовичі) este o comună în raionul Manevîci, regiunea Volînia, Ucraina, formată numai din satul de reședință.

## Demografie
Componența lingvistică a satului Kulîkovîci
     Ucraineană (99,63%)
     Alte limbi (0,24%)
Conform recensământului din 2001, majoritatea populației satului Kulîkovîci era vorbitoare de ucraineană (99,63%), existând în minoritate și vorbitori de alte limbi.